# Algars (Cocentaina)
Algars es una pedanía de la localidad de Cocentaina que cuenta con una población de 255 hab., que nace a 3 kilómetros del río Serpis gracias al cual brota el agua del lavadero.
En toda la partida dels Algars vive un total de 2.013 habitantes convirtiéndose en la partida más grande de todo el término municipal. Está a una distancia de 1'6 km aproximadamente de la vecina localidad de Alcoy, a 3'5 km de Cocentaina y a 2'5 km de El poble nou de Sant Rafael.
La pedanía cuenta con una Asociación de Vecinos antiguamente llamada "Masos de Moltó" conforme con el origen del mismo pueblo. Los vecinos se suelen reunir en el Club Social de la Plaza Mayor que también alberga la Filà "Pensat i Fet".
Las fiestas del pueblo se celebran todos los años durante el tercer fin de semana del mes de agosto.
- Datos: Q11918915

Asociación de Vecinos Algars (Cocentaina)